# Cacia cretifera
Cacia cretifera là một loài bọ cánh cứng trong họ Cerambycidae.